# Drapeau et armoiries du canton de Neuchâtel
Le drapeau et les armoiries neuchâteloises sont des emblèmes officiels de la république et canton de Neuchâtel.

## Histoire

Drapeau de la principauté de Neuchâtel (~1350-1806)

Drapeau de la principauté de Neuchâtel de 1836 à 1848

Reproduction de l'un des premiers drapeaux de la République de Neuchâtel, exposé au musée militaire de Colombier/NE

Les premières représentations héraldiques et sigillographiques des comtes de Neuchâtel avec Ulrich Ier de Neuchâtel (1015/20 - ?) font apparaître un ou des pals chargés de chevrons. La plus ancienne représentation connue est le sceau de Rodolphe II de Neuchâtel apposé en 1192. Il représentait un château couronné d'un pignon. Louis Mühlemann rapporte que l'« on peut supposer que le choix des chevrons veut évoquer le pignon du château de l'ancien sceau, en tant que symbolisation héraldique ». Adolphe Gauthier, en 1878 dans son livre « Les armoiries et les couleurs de la Confédération et des cantons suisses » rapporte la même explication pour les chevrons et ajoute que les deux bandes jaunes se rapporteraient aux deux tours du château de Neuchâtel. Il apporte également une autre explication sur les chevrons, ces derniers seraient des fenils, mot à consonance semblable à Fenis (Vinelz en allemand), village d'origine de la famille de la maison de Neuchâtel puisque Ulrich Ier de Neuchâtel portait également le titre de « comte de Fenis ».
La modification du nombre de pals fut fluctuante entre la première représentation archivée en 1192 et la version définitive, tant sur les couleurs que sur la forme du blason de la maison de Neuchâtel, remonte à Louis Ier de Neuchâtel (1343-1373). Toutefois, avant 1264, l'écrivain Conrad de Mure, dans son livre Clipearius Teutonicorum traitant des blasons de la haute noblesse précisait les couleurs utilisées: « Niwemburg gilve zone tres atque due sunt Albe, ne niveis rubei tractus sibis desunt » (Neuchâtel: trois pals d'or et deux d'argent chargés de chevrons de gueules).
Ce drapeau jaune, rouge et blanc resta en vigueur lors du passage de la principauté de Neuchâtel en mains prussiennes en 1707 jusqu'à l'incursion des troupes de Napoléon Ier en 1806. 
En 1814, le roi de Prusse reprit possession des terres, tout en laissant la Principauté de Neuchâtel rejoindre la Confédération suisse en tant que nouveau canton, en 1815. En 1831, un putsch anti-royaliste s'organise avec à sa tête Alphonse Bourquin qui s'empare du Château de Neuchâtel le 13 septembre 1831. Avec l'aide de la Confédération, le Roi de Prusse réussit à mettre en échec Alphonse Bourquin et les insurgés ayant fait du drapeau jaune, rouge et blanc leur étendard révolutionnaire, les autorités décidèrent de changer le drapeau par ordonnance royale du 22 mars 1836 et optèrent pour un tricolore horizontal orange (mélange du jaune et du rouge), noir et blanc (couleurs de la Prusse), qui subsista jusqu'en 1848.
En 1848, lors de la constitution de la Suisse moderne, Neuchâtel devint une République. L'État changea alors son drapeau le 11 avril 1848 sur recommandation d'une commission ad hoc et adopta, par 44 voix contre 37, les couleurs vert, blanc et rouge disposées verticalement avec une croisette suisse dans la partie supérieure du champ rouge flottant et l'inscription 1848 inscrit à l'encre noire en son centre. L'un des premiers drapeaux conservé encore aujourd'hui au Musée militaire de Colombier montre que le drapeau était rectangulaire.
Si la ressemblance avec le drapeau italien est frappante, en 1848, la dernière entité territoriale italienne à avoir possédé un tricolore quasiment identique fut la République cisalpine qui cessa d'exister en 1802. D'autres républiques avant l'unification italienne se parèrent d'un tricolore vert-blanc-rouge lors du Printemps des peuples en 1848 tels que la république de Saint-Marc, le grand-duché de Toscane ou encore le royaume de Sardaigne (1848-1851) mais l'Italie unifiée ne se dota du tricolore qu'en 1861.
Des vexillologues et héraldistes, tels qu'Adolphe Gauthier en 1878 ou Louis Mühlemann en 1991, déplorent dans leurs ouvrages à ce titre le choix de ce nouveau drapeau, le premier estimant que « Neuchâtel est, en Suisse, le seul pays historique qui dans un moment de passion politique a renié son passé » implorant que « Les Neuchâtelois devraient bien renoncer à leur blason de fantaisie, et revenir à leur antique et glorieux écusson (...) » (p. 116), le second estimant que « ce choix hâtif n'est pas des plus heureux » (p. 149), les deux dénonçant la ressemblance avec le drapeau italien. Mühlemann conteste aussi la position de la croisette dans le champ flottant estimant que cette dernière devrait se trouver à la place d'honneur, c'est-à-dire proche de la hampe.

## Signification
Le drapeau du canton de Neuchâtel est un tricolore vert, blanc et rouge avec une petite croix suisse dans son champ supérieur droit. Plusieurs significations sourcées existent mais diffèrent les unes des autres.
Adolphe Gauthier rapporte que la croix blanche sur fond rouge était le symbole de ralliement des républicains, le vert représentait les sapins des montagnes du massif du Jura, « berceau de la République » et le blanc indiquant que la révolution s'était faite de façon pacifique.
Mühlemann rapporte quant à lui que le vert était une tendance à l'époque pour rappeler les Révolutions et la liberté qui s'ensuivit. 
Enfin, dans un article du Temps, du 4 janvier 2001, il est rapporté une autre explication par l'archiviste cantonal Maurice de Tribolet. Ce dernier explique que le souci d'Alexis-Marie Piaget, président du gouvernement provisoire issu de la Révolution du 1er mars 1848, était de rapidement trouver un emblème unissant les trois régions de la nouvelle République et que le vert fut choisi pour représenter les pâturages, le blanc pour les blés des vallées et le rouge pour le vin rouge produit au bord du lac de Neuchâtel.

## Un drapeau régulièrement contesté

Drapeau de la ville de Neuchâtel

Alors qu'un décret du Grand Conseil du canton de Neuchâtel du 30 janvier 1849 a interdit les anciennes couleurs historiques (jaune, rouge et blanc) et prussiennes (orange, noir et blanc), avec la Loi sur les Communes du 5 mars 1888, plusieurs communes (Boudry, Cernier, Cressier, Le Landeron, Môtiers, Savagnier et Valangin) reprirent les chevrons sur leurs armoiries. Le drapeau de la ville de Neuchâtel reprend non seulement les armes historiques de la Principauté mais aussi un aigle noir. Il est intéressant de rappeler que l'aigle noir est présent également sur l'ancien drapeau du royaume de Prusse.
Toutefois, une modification du drapeau cantonal pour revenir à l'ancien drapeau historique fut demandée à plusieurs reprises depuis 1848 :
- En 1883 déjà, la Société suisse de numismatique invitait le Grand-conseil, le Conseil d'État et les Tribunaux à changer le drapeau[12].
- En 1917, la Société d'histoire et d'archéologie du canton de Neuchâtel déplora également le drapeau, invitant les autorités à reprendre les couleurs historiques[2].
- Le 26 mars 1923, le Grand conseil rejeta une motion allant dans ce sens, motion déjà rejetée par le Conseil d'État auparavant.
- En 1934, une initiative lancée par la société d'étudiants Zofingue fut sans succès[9].
- Le 17 mai 1950, une motion au Grand conseil est déposée pour changer les armoiries mais garder le drapeau[9] à la suite d'une initiative populaire. Le décret élaboré fut approuvé à 55 voix contre 45[2] le 9 mars 1954 mais le texte fut sèchement rejeté en votation populaire le 20 juin 1954 notamment avec un large refus dans les Montagnes neuchâteloises[13].
- Le 11 septembre 2014, la Session du parlement des Jeunes a proposé à nouveau, par pétition[14], le retour du drapeau aux couleurs historiques[15].

## Descriptions

### Description vexillologique
La description vexillologique du drapeau neuchâtelois est « Tiercé en pal de vert (à la hampe), blanc et rouge à la croisette alésée blanche dans la partie supérieure du champ rouge flottant ».

### Description héraldique
La description héraldique des armoiries du canton de Neuchâtel (Art.3 Cst) est « Tiercé en pal de sinople, d'argent et de gueules, une croisette du second au canton senestre du chef ». 

## Autre représentation vexillologique et héraldique
Le drapeau est également décliné sous forme d'oriflamme vexillologique, soit en queue de pie, soit en base plate.  
L'oriflamme des cantons reprenant le drapeau cantonal dans sa partie supérieure et les couleurs cantonales dans la partie inférieure est appelée un drapeau « complet ». 

Drapeau complet neuchâtelois.

## Utilisation et mention
Sur le drapeau, le vert est toujours du côté de la hampe, et sur les armoiries à la droite héraldique. La croix est à la gauche héraldique.

Les armoiries se retrouvent sur les plaques d'immatriculation des véhicules enregistrés dans le canton de Neuchâtel.

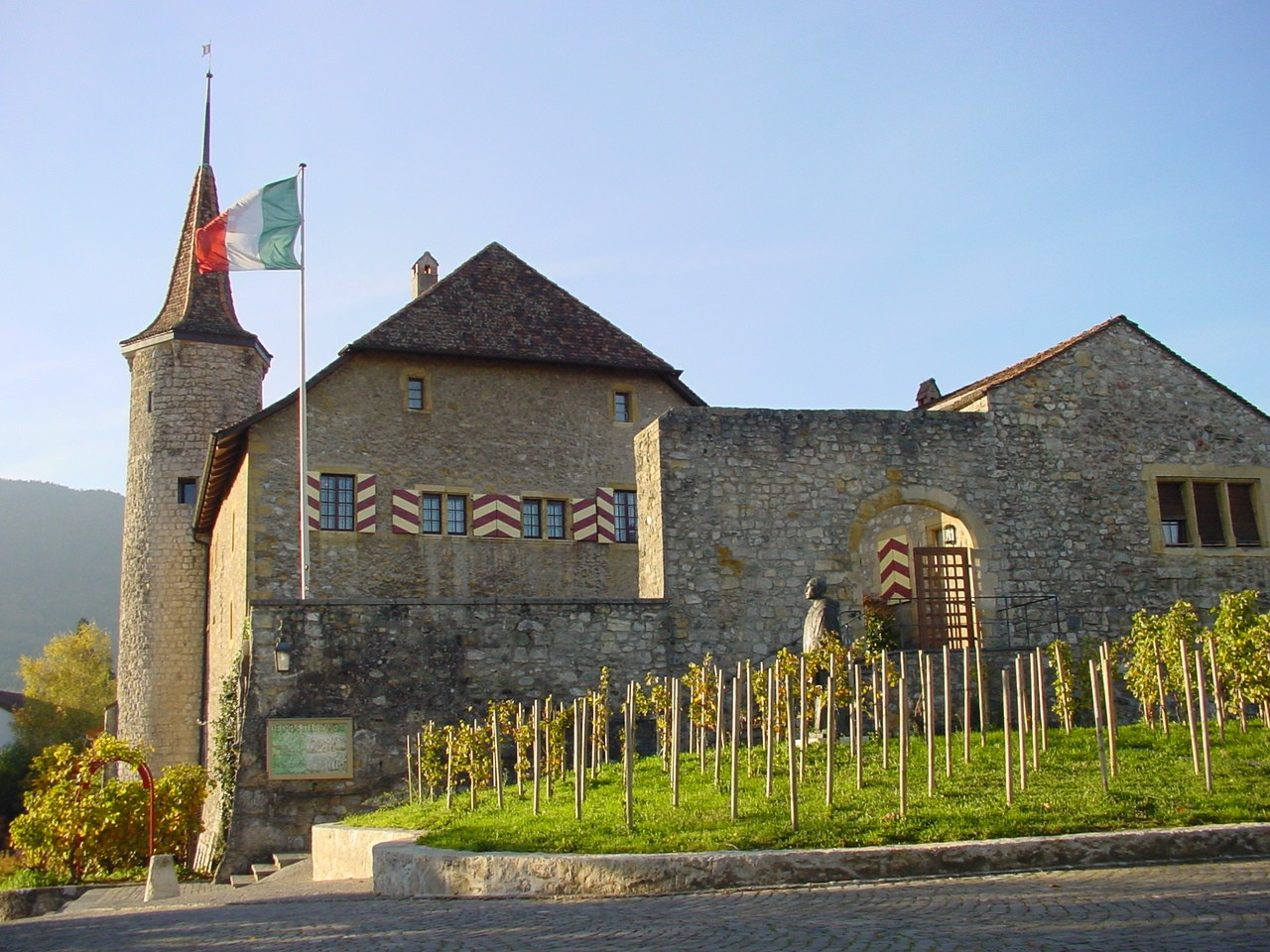
Le drapeau neuchâtelois devant le château de Boudry.
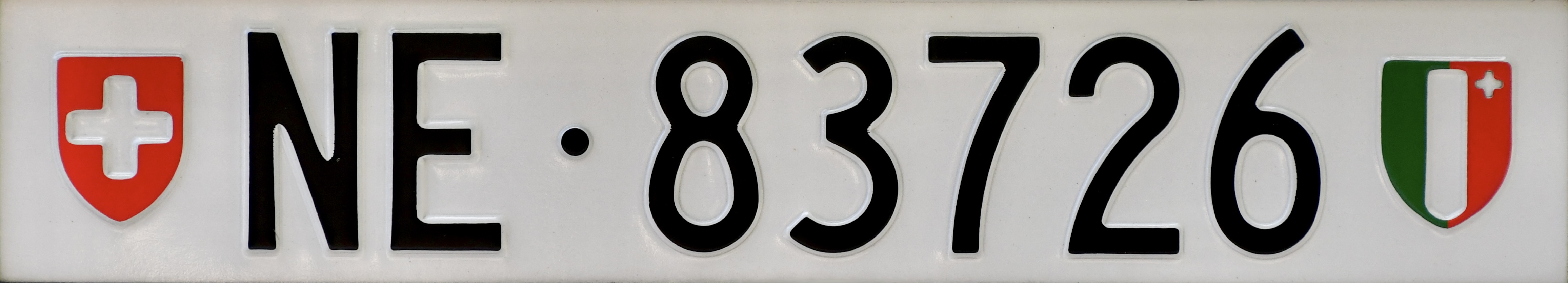
Plaque d'immatriculation arrière neuchâteloise.